# Clinotarsus
Clinotarsus es un género de anfibios anuros de la familia Ranidae. Fue descrito por primera vez por George Jackson Mivart en 1869 a partir de un ejemplar de Pachybatrachus robustus Mivart, 1869, actualmente sinónimo de Clinotarsus curtipes (Jerdon, 1854).
Es un género asiático que se puede encontrar desde los Ghats occidentales del suroeste indio hasta Bangladés y Birmania y Tailandia peninsulares. Posiblemente también se encuentre en Nepal y Bután

## Sistemática
Este género fue creado en 1968 como Pachybatrachus. El mismo autor que lo describió, un año más tarde lo cambió a su actual nombre. Durante el siglo XX formó parte del género Rana, estando incluido en subsecciones de Hylarana y Nasirana. En 2005, algunos autores concluyeron que una de las dos especies que componen el género (Clinotarsus alticola —en aquel momento Rana [Nasirana] alticola—) era el taxón hermano de un grupo de especies asignado a Sylvirana, Humerana e Hylarana. Entre 2006 y 2007, diversos autores sugirieron que la otra especie de este género (Clinotarsus curtipes) era un taxón hermano de Meristogenys. Finalmente, en 2008, Nasirana fue considerado sinónimo de Clinotarsus.

### Especies
Se reconocen las siguientes:
- Clinotarsus alticola (Boulenger, 1882)
- Clinotarsus curtipes (Jerdon, 1854)
- Clinotarsus penelope Grosjean, Bordoloi, Chuaynkern, Chakravarty & Ohler, 2015